# Ōtsuchi
Ne doit pas être confondu avec Ōtsuchi (arme).
Ōtsuchi (大槌町, Ōtsuchi-chō) est un bourg du district de Kamihei, situé dans la préfecture d'Iwate, au Japon.

## Géographie

### Démographie
En 2015, le bourg d'Ōtsuchi avait une population estimée à 11 548 habitants répartis sur une superficie de 200,58 km2 (densité de population de 58 hab./km2).

## Catastrophe de 2011
Le 11 mars 2011, la ville a été touchée par un tremblement de terre et le raz-de-marée qui a suivi. Ses parties basses et le port ont été plus particulièrement dévastés par l'ampleur de la vague ayant touché la ville.